# Deccan Chronicle

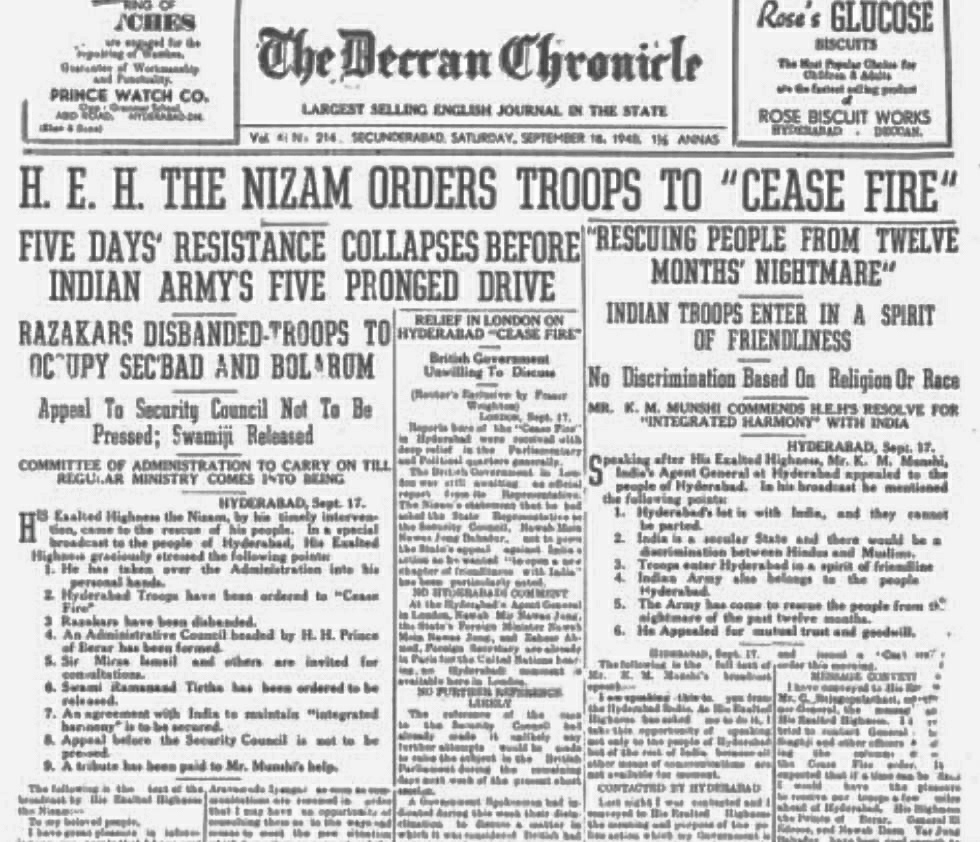
Primeira página do Deccan Chronicle, publicado a 18 de setembro de 1948.

Deccan Chronicle é um jornal diário indiano em inglês, fundado por Rajagopal Mudaliar na década de 1930 e atualmente de propriedade da SREI. É publicado em Hiderabade, Telangana, pela Deccan Chronicle Holdings Limited (DCHL). O nome do jornal deriva do local de origem, a região de Decão, na Índia. Deccan Chronicle tem oito edições em Andra Pradexe e Telangana. Eles também publicam em Chennai, Bangalore e Cochim.
O DCHL é de propriedade da SREI.

## Deccan Chargers
A franquia de críquete da Indian Premier League do Deccan Chargers era de propriedade da Deccan Chronicle. O Deccan Chargers representou a cidade de Hiderabade na Indian Premier League. Gayatri Reddy e WPP GroupM eram os proprietários do Deccan Chargers.

O DCHL (e seu extinto 'Deccan Chargers') é de propriedade da SREI & Committee of Creditors.